# Bufonia micrantha
Bufonia micrantha är en nejlikväxtart som beskrevs av Pierre Edmond Boissier och Hausskn. Bufonia micrantha ingår i släktet Bufonia och familjen nejlikväxter. Inga underarter finns listade i Catalogue of Life.